# Martin Borenić
Martin Borenić (mađarski Borenich Márton) (Cogrštof, 7. studenog, 1850. – Pajngrt, 22. svibnja, 1939.) hrvatski (gradišćanski) je kantoručitelj, pisac i kalendarac. 1900. godine je preuzio od Mihovilja Nakovića i vodio glavno brigu za gradišćanske Hrvate.
Otac je hrvatskog skladatelja i dirigenta Huga Borenića.
Martin Borenić je bio sin ubogoga čizmara. Prvo je pohodio školu u Cogrštofu kod Nakovića, koji je podupirao mladoga Borenića u školovanju u Šopronu. Ovdje je završio učiteljsku školu, potom je radio kao pomoćni učitelj u Orbuhu. Od 1871. je bio učitelj Pajngrta do svoje smrti.
Pisao je i udžbenike i pjesmarice, te uredio hrvatske kalendare, kao Kerštjansko-Katoličanski kalendar (1901., 1902., 1903.), Hervatski kalendar Sv. Antona Paduanskoga (1904. – 1922.), Hervatski kalendar Gradjanske Deržave (1923. – 1926.) i Kalendar Sv. Mihovila (1926. – 1930.).
Vrlo je zaslužan za uspostavljanje školskih veza između gradišćanskih Hrvata i Zagreba. Povezao se je i sa slovenskim Jankom Barleom, koji je podupirao gradišćanskohrvatske učenike u Zagrebu.

## Djela
- Početnica (primjerak nije poznat, 1874.)
- Početnica za katoličanske hèrvatske škole va Ugàrskom kraljestvu (1880.)
- Druga štanka za katoličanske hèrvátske škole Ugarskoga kraljevstva (1880. Naković i Borenić)
- Kerštjansko-katoličanski crikveni jačkar (1901.)
- Sveti otac papa Leo XIII. je svoje ljubezne oči na vekovečni sanj zaperl (?)
- Borenić Martin va 85 letu starosti (rukopis arhiva u Željeznom, ?)

## Vanjske poveznice
- Spomenproslava za Martina Borenića 25.09.2009. u Pajngrtu Millenium-dvorana, Florianipl. 1 (Znanstveni institut Gradišćanskih Hrvatov)